# Trương Mẫn (diễn viên)
Trương Mẫn (giản thể: 张敏; phồn thể: 張敏, tên tiếng Anh: Sharla Cheung, sinh ngày 7 tháng 2 năm 1967) là một nữ diễn viên của điện ảnh Hồng Kông. Cô được biết tới nhiều nhất qua các bộ phim đóng cặp cùng Châu Tinh Trì như Đổ thánh, Tân Tinh võ môn 1991 hay Trường học Uy Long.
Trương mẫn sinh ra ở Thượng Hải. Năm 11 tuổi, cô theo gia đình sang Hồng Kông. Từ những năm học sinh cô đã rất nổi bật với ngoại hình xinh xắn. Cô đỗ vào lớp đào tạo diễn viên của đài ATV. Năm 1986, khi cô đang phát tờ rơi quảng bá cho hoa hậu Hồng Kông năm đó vô tình được vợ của Hướng Hoa Cường bắt gặp liền mời cô gia nhập công ty. Cô là diễn viên đầu tiên của công ty Hướng Hoa Cường.
Bộ phim đầu tiên năm 1986, cô đóng cùng Lưu Đức Hoa. Bộ phim tiếp theo năm 1989, "Tình anh thợ cạo" đóng cùng Châu Tinh Trì, lúc này Châu tinh Trì chưa nổi tiếng, với bộ phim này cô giành được giải diễn viên mới triển vọng.
Năm 1989, cô đóng "Thần Bài" cùng Châu Nhuận Phát, Lưu Đức Hoa và Vương Tổ Hiền bộ phim phá kỷ lục phòng vé Hồng Kông.
Năm 1990, Trương Mẫn, Châu Tinh Trì đóng "Đổ thánh", bộ phim lập tức phá kỷ lục phòng vé đưa tên tuổi Châu Tinh Trì, Trương Mẫn lên hàng sao.
Trong thời gian đỉnh cao sự nghiệp, Trương mẫn và Châu Tinh Trì đóng cặp với nhau tổng cộng 13 bộ phim, bộ phim cuối cùng năm 1994. Sau năm 1995, cô rút lui khỏi ngành giải trí và tập trung vào công việc kinh doanh.
Trong thời gian 8 năm  từ năm 1986 - 1995, cô đã tham gia đóng gần 70 bộ phim, tất cả hầu như đều là vai chính. Đỉnh điểm năm 1992, cô tham gia đóng trong 15 bộ phim. Kỷ lục mà chưa diễn viên Hồng Kông nào làm được.